# Modesto Martínez
Modesto Martínez Ramos (* 18. Februar 1934) ist ein ehemaliger mexikanischer Wasserballspieler.

## Karriere
Martínez nahm mit der mexikanischen Nationalmannschaft und seinen Teamkollegen Manuel Castro, Arturo Coste, Gustavo Olguín, José Olguín, Otilio Olguín und Juan Trejo am olympischen Wasserballturnier 1952 im finnischen Helsinki teil. Die Mexikaner trafen bereits in der ersten Qualifikationsrunde auf den späteren Olympiasieger aus Ungarn und unterlagen im Schwimmstadion zu Helsinki mit 4:13 (2:6). Damit belegte die mexikanische Mannschaft den geteilten 17. Platz unter 21 Teilnehmern.